# Üvegtörés-érzékelő

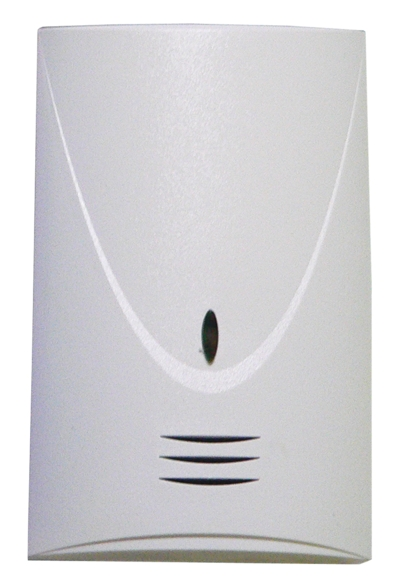
Üvegtörés-érzékelő

Az üvegtörés-érzékelő egy a riasztórendszereknél használatos eszköz. Az ablak közelében, a falra kell elhelyezni. A riasztóközponttal vezetéken keresztül, vagy rádiófrekvenciás kapcsolattal kommunikál. A vezetékes kivitel a központi egységtől kapja a tápellátást, míg a rádiófrekvenciás típus saját teleppel rendelkezik, amelynek élettartama kb. 2-3 év. A digitális üvegtörés-érzékelőt normál, fóliázott és páncélozott üveghez lehet használni. Riasztást indít, ha alacsony (ütődés) vagy magas frekvenciájú (üvegtörés) hangot érzékel. Az ütődés által keltett alacsony frekvenciájú hanghullámot analizálja az érzékelő. Az érzékelőn lévő LED villogása jelzi, hogy a mikrofon felfogta az ütődési hullám hangját. A magas frekvenciájú csatorna analízise kb. 4 másodpercig tart. Ha magas hangot érzékel ez idő alatt (pl. üvegtörés hangja), az érzékelő riasztást kelt.